# Список корейских писателей
Список корейских писателей.

## A
- Ан Сугиль(1911–1977) (англ.)

## К
- Кан Кён Э (1907-1944)
- Ке Ёнмук (1904-1961)  (кор.) (англ. Kye Yong-muk)
- Ким Дон Ин (1900-1951)
- Ким Инсук (1960-e)  (англ.)
- Ким Манчжун (1637–1692)
- Ким Сын Ок (1941)
- Ким Чон Хён (1957)  (кор.)
- Ким Юджон (1908-1937)
- Кон Сонок (род. 1963)

## Л
- Ли Ги Ён (1895—1984)
- Лим Дже (1549—1587)
- Ли Инджик (1862–1916)
- Ли Мунёль (1948)
- Ли Сан Хэ (1539—1609)
- Ли Хёсок (1907-1942)
- Ли Хёсон (1935)
- Ли Хо Чхоль (1932)  (кор.)

## П
- Пак Вансо (1931-2011)
- Пак Кённи (Пак Кён Ри) (1926-2008)
- Пак Кю Су (1807—1877)
- Пак Чон Хва (1901-1981)  (кор.)
- Пак Чивон (1737-1805)  (кор.)
- Пак Ун Голь (1923-?)
- монах Попчон (1932-2010) (кор.) (англ. Pup Jeong)
- Пак Ын Хо

## С
- Син Кёнсук (1963)

## Х
- Хан Сер Я (1900—1976)
- Хван Сок Ён (1943)
- Хван Сун Вон (1915-2000)
- Хён Джин Гон(1900-1943)  (кор.)
- Хо Гюн (1569-1618)  (англ.)

## Ч
- Чо Мёнхи(1947-1998) (кор.)
- Чхе Ин Хун (1936)  (англ.)
- Чхве Сохэ (1901-1932)

## Ю
- Юн Хын Гиль (1942) (англ.)

## Я
- Ян Согиль (1936)